# Theresa Zabell
Theresa Zabell Lucas (Ipswich, Reino Unido, 22 de mayo de 1965) es una política y deportista española que compitió en vela en la clase 470. Es dos veces campeona olímpica, tres veces campeona mundial y tres veces campeona de Europa.

## Trayectoria
De padres británicos, se trasladó a España junto con su familia a los pocos meses de nacer. Inicialmente se instalaron en la isla de Tenerife (Canarias) y, dos años más tarde se asentaron definitivamente en la provincia de Málaga, primero en Fuengirola y después en la capital, donde Theresa comenzó la práctica deportiva en 1975.
Participó en dos Juegos Olímpicos de Verano, obteniendo dos medallas de oro en la clase 470, en Barcelona 1992 junto con Patricia Guerra y en Atlanta 1996 con Begoña Vía-Dufresne.
Ganó cuatro medallas en el Campeonato Mundial de 470 (oro en 1992, 1995 y 1996; y plata en 1993), y tres medallas de oro en el Campeonato Europeo de 470 (en 1991, 1992 y 1994).
En 1994 fue nombrada Regatista Mundial del Año por la Federación Internacional de Vela. Se retiró de la competición a finales de 1998. Paralelamente con su actividad deportiva, realizó estudios de licenciatura en Informática y Márketing.
Entre los años 1999 y 2004 fue eurodiputada en el Parlamento Europeo por el Partido Popular Europeo. De 2007 a 2014 ocupó el cargo de vicepresidenta primera del Comité Olímpico Español.

## Palmarés internacional
| \| Juegos Olímpicos \| Juegos Olímpicos \| Juegos Olímpicos \| Juegos Olímpicos \| \| Año \| Lugar \| Medalla \| Clase \| \| ------------------ \| ------------------------- \| ---------------- \| ---------------- \| \| 1992 \| Barcelona ( España) \| Medalla de oro \| 470 \| \| 1996 \| Atlanta ( Estados Unidos) \| Medalla de oro \| 470 \| \| Campeonato Mundial \| \| \| \| \| Año \| Lugar \| Medalla \| Clase \| \| 1992 \| Rota ( España) \| Medalla de oro \| 470 \| \| 1993 \| Crozon-Morgat ( Francia) \| Medalla de plata \| 470 \| \| 1995 \| Toronto ( Canadá) \| Medalla de oro \| 470 \| \| 1996 \| Porto Alegre ( Brasil) \| Medalla de oro \| 470 \| \| Campeonato Europeo \| \| \| \| \| Año \| Lugar \| Medalla \| Clase \| \| 1991 \| Bergen ( Noruega) \| Medalla de oro \| 470 \| \| 1992 \| Nieuwpoort ( Bélgica) \| Medalla de oro \| 470 \| \| 1994 \| Röbel ( Alemania) \| Medalla de oro \| 470 \| |                           |                  |       |
| Juegos Olímpicos |                           |                  |       |
| Año | Lugar                     | Medalla          | Clase |
| 1992 | Barcelona ( España)       | Medalla de oro   | 470   |
| 1996 | Atlanta ( Estados Unidos) | Medalla de oro   | 470   |
| Campeonato Mundial |                           |                  |       |
| Año | Lugar                     | Medalla          | Clase |
| 1992 | Rota ( España)            | Medalla de oro   | 470   |
| 1993 | Crozon-Morgat ( Francia)  | Medalla de plata | 470   |
| 1995 | Toronto ( Canadá)         | Medalla de oro   | 470   |
| 1996 | Porto Alegre ( Brasil)    | Medalla de oro   | 470   |
| Campeonato Europeo |                           |                  |       |
| Año | Lugar                     | Medalla          | Clase |
| 1991 | Bergen ( Noruega)         | Medalla de oro   | 470   |
| 1992 | Nieuwpoort ( Bélgica)     | Medalla de oro   | 470   |
| 1994 | Röbel ( Alemania)         | Medalla de oro   | 470   |

## Premios, reconocimientos y distinciones
- Premio Reina Sofía en 1985 y 1996, otorgado por el Consejo Superior de Deportes y entregado en la gala anual de los Premios Nacionales del Deporte.[8]
- Medalla de Oro de la Real Orden del Mérito Deportivo, otorgada por el Consejo Superior de Deportes (1994)[9]
- Gran Cruz de la Real Orden del Mérito Deportivo, otorgada por el Consejo Superior de Deportes (1997)